# 哥斯內爾斯市
哥斯內爾斯市是澳大利亞西澳府城－伯斯大都會內東南部的一個地方政府，位於市中心之東南20公里處，轄境有128平方公里；2008年，居民有100,594人。 

## 議會
市議會有議席12座，分由3個選區，各選出4位議員，市長為直選。

## 外部連結
- 哥斯內爾斯市政府官方網站（页面存档备份，存于）